# Neosiro kamiakensis
Neosiro kamiakensis is een hooiwagen uit de familie Sironidae.